# 劳琳·威廉斯
劳琳·威廉斯（英語：Lauryn Williams，1983年9月11日—），美国女子田径、雪车运动员。她曾代表美国参加2004年、2008年和2012年夏季奥林匹克运动会田径比赛、2014年冬季奥林匹克运动会雪车比赛，获得一枚金牌和二枚银牌。